# Ingka Centres
Ingka Centres, tidigare Ikea Centres, är en köpcentrumkedja  som består av gallerior och handelsplatser i Norden, fanns tidigare i Ryssland (under varumärket MEGA) men valde att lämna den ryska marknaden under år 2023, och Kina (under varumärket Livat). Dessa är uppförda i den direkta närheten av ett Ikea-varuhus som är ankarhyresgäst. År 2015 ägde bolaget 59 köpcentra i 14 länder med 3,7 miljoner kvadratmeter uthyrningsbar butiksyta och hade 400 miljoner besökare per år. Samma år var 28 nya köpcentra, som skulle färdigställas inom fem år, under uppbyggnad i 16 länder.
Huvudkontoret ligger i Leiden i Nederländerna.
Företaget bytte namn under 2018 från Ikea Centres till Ingka Centres.

## Historia

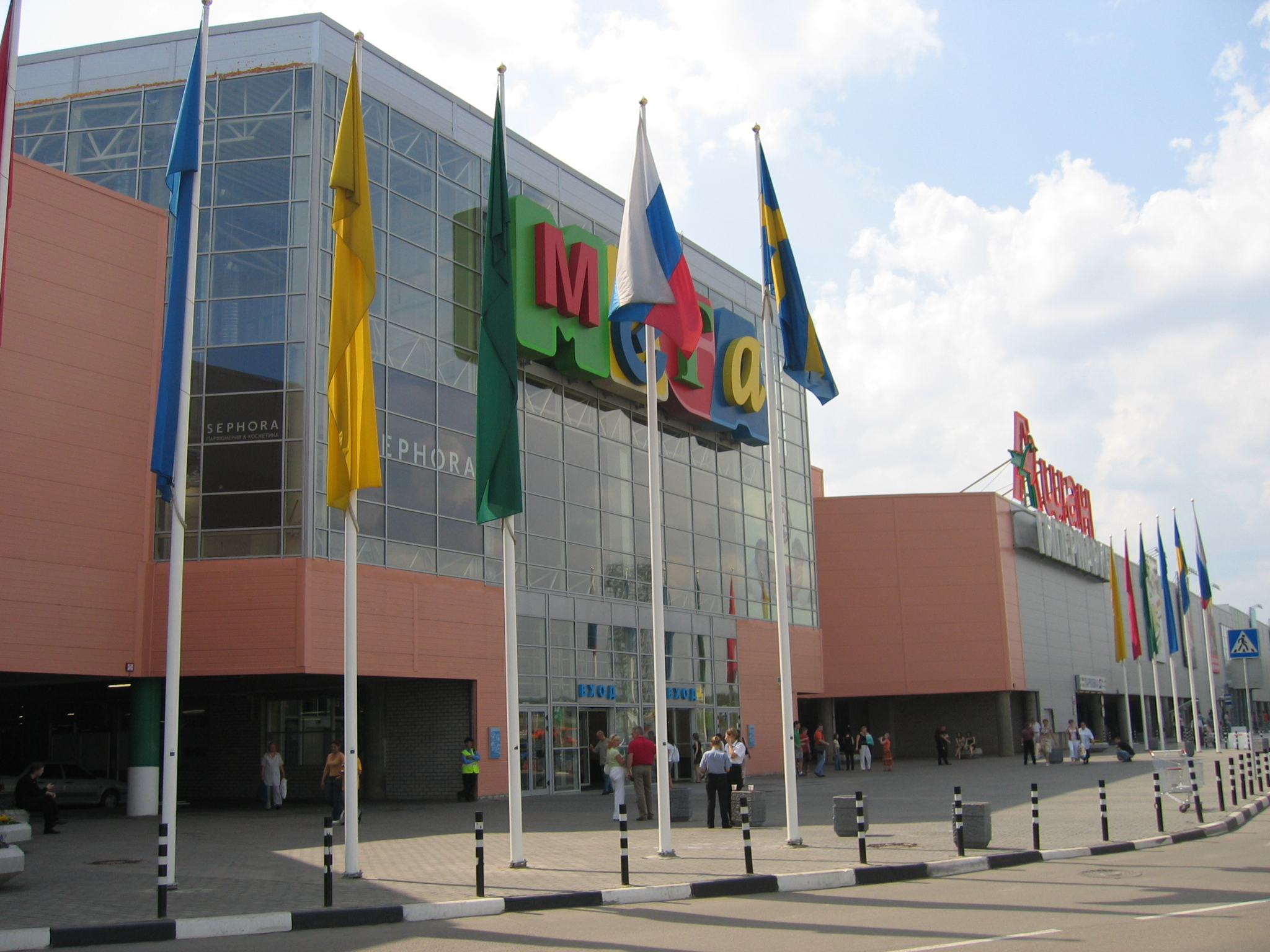
Ett MEGA-köpcentrum i Moskva

### Inter Ikea Centre Group
Inter Ikea Centre Group grundades år 2001. Företaget hade 600 anställda och huvudkontoret låg i Kastrup i Danmark. Fram till den 31 december 2014 ägdes det av Inter Ikea Group (51 procent) och Ikea (49 procent). Inter Ikea Centre Group drev 36 handelsdestinationer, och bestod av 31 köpcentrum och 5 handelsplatser i Kina och övriga Europa.

### Ikea Shopping Centres Russia
Ikea Shopping Centres Russia var en köpcentrumkedja med 14 megaköpcentra i Ryssland. Företaget med 5 000 anställda, grundades år 2000 och huvudkontoret låg i Chimki, nära Moskva. Det ägdes från början av Ikea men blev slogs samman med Inter Ikea Centre Group vid grundadet Ikea Centres den 1 januari 2015.I september år 2023 meddelade också Ingka Centres att man hade sålt av alla Mega Shopping Centres i Ryssland.

### Ikano Retail Centres Norden
Ikano Retail Centres Norden grundades år 2008. Det var ett fristående bolag, som ägdes gemensamt av Ikano Fastigheter (51 %) och Ikea (49 %) och var en del av företagsgruppen Ikano. Ikano Retail Centres drev 14 handelsplatser.

### Ombildning till Ikea Centres
Bolaget Ikea Centres bildades den 1 januari 2015 genom en sammanslagning av Inter Ikea Centre Group och Ikea Shopping Centres Russia. Det nya bolaget ägde då 46 köpcentra och fyra handelsplatser i 11 länder. Den 31 mars 2015 tillfördes bolaget även Ikano Retail Centres Norden. År 2018 bytte man namn till Ingka Centres.

### Ingka Centres Storbritannien
Ingka Centres etablerade sig i England genom köpet av en citygalleria i London i januari år 2020. 

## Ingka Centres USA
Ingka Centres etablerade sig i USA under år 2021 i San Francisco.

### Avyttring
Under 2016 meddelades att Ikea Centres Europe säljer över 20 handelsområden I Europa: handelsplatser i Tjeckien, Finland, Frankrike, Tyskland, Polen och Schweiz som avyttras (varav fyra i Sverige: Haparanda, Borlänge och Uddevalla) till den engelska fastighetsfonden Pradera.
Pradera kunde inte finansiera hela affären och de fyra fastigheterna i Sverige såldes istället 2017 till Savills IM. I september år 2023 meddelade också Ingka Centres att man hade sålt av alla Mega Shopping Centres i Ryssland.